# SuperCharger
SuperCharger er et rockband fra Danmark. Deres musik og lyd kan betegnes som hardrock eller Classic Rock, men låner også elementer fra southern rock, heavy metal og blues.

## Diskografi
- Handgrenade Blues – (2009)
- Thats How we Roll – (2011)
- Broken Hearts and Fallaparts – (2014)
- Real Machine (2018)

## Medlemmer, anno 2010
- Linc Van Johnson (vocal)
- Thomas Buchwald (lead guitar)
- Benjamin Funk (trommer, percussion)
- Karsten Dines (bas)
- Ronni Claesen (klaver, mundharpe, guitar)

## Eksterne links
- SuperChargers hjemmeside

 Der er for få eller ingen kildehenvisninger i denne artikel, hvilket er et problem. Du kan hjælpe ved at angive troværdige kilder til de påstande, som fremføres i artiklen.